# Proprio lui?
Proprio lui? (Why Him?) è un film statunitense del 2016 diretto da John Hamburg.

## Trama
Mentre la studentessa di Stanford Stephanie Fleming invita il suo ragazzo Laird Mayhew a casa a Grand Rapids, il padre di Stephanie, Ned, festeggia il suo 55º compleanno con amici e parenti in un ristorante. Durante una presentazione in suo onore, Stephanie si collega in webcam per congratularsi con lui, quando all'improvviso il suo ragazzo la raggiunge e crea scalpore nei convitati mostrando il sedere in webcam.
Stephanie porta la sua famiglia - i genitori Ned e Barb e il fratello minore Scotty - nella grande casa di Laird per incontrarlo. Spiega a Ned che Laird è l'amministratore delegato di una società di videogiochi, il che lo ha reso molto ricco. Laird guida la famiglia in un tour della sua casa, completo di parolacce e commenti inappropriati su Barb.
Ned parla a Stephanie del comportamento di Laird e lei gli chiede di dargli una possibilità. Più tardi, Laird invita Ned a fare una passeggiata nei boschi fuori casa e gli chiede la sua benedizione per fare la proposta di matrimonio a Stephanie, ma il padre si affretta a dire di no, il che abbatte completamente Laird, che era sicuro che Ned avrebbe detto di sì, ma promette di conquistarlo.
Mentre la famiglia si riunisce nel soggiorno di Laird per una festa di Natale, il padrone di casa rivela che ha acquistato la società di stampa in difficoltà di Ned come regalo per rimuovere tutti i suoi debiti. Invece di esprimere gratitudine, Ned dà un pugno in faccia a Laird e i due iniziano a lottare. Stephanie e Barb sono entrambe arrabbiate per il comportamento dei partner e la famiglia lascia la casa.
È il giorno di Natale e i Flamings festeggiano senza Stephanie. Sono sorpresi quando l'elicottero di Laird arriva con Stephanie. Ella è ancora arrabbiata con Ned e Laird per il loro comportamento e si rifiuta di parlare con entrambi, però alla fine i due parlano e Laird riceve la benedizione di Ned per fare la proposta di matrimonio a Stephanie, che tuttavia rifiuta la proposta dicendo che non è ancora pronta per sposarsi, ma vuole continuare ad uscire con Laird.
Più tardi durante la festa, Ned e Scotty si avvicinano a Laird per una nuova idea imprenditoriale, poiché ora fanno tutti parte della stessa azienda. Scotty dice che dovrebbero vendere gli stessi servizi igienici che Laird ha a casa sua in quanto sarebbe molto redditizio, e lui concorda. Le coppie poi ballano insieme mentre la musica suona, con Ned che si riferisce a Laird come "figlio".
Alla fine dei titoli di coda, Scotty, Ned e Laird hanno trasformato la tipografia in una fabbrica di servizi igienici, ottenendo un enorme successo. Stephanie ha collegato la società Fleming-Mayhew con la nuova fondazione ed ha aiutato i paesi del terzo mondo con i loro progetti di depurazione; in conclusione, Laird ha ottenuto ciò che ha sempre desiderato: far parte di una famiglia unita.

## Distribuzione
Il film è stato distribuito nelle sale cinematografiche statunitensi il 23 dicembre 2016, mentre in quelle italiane il 26 gennaio 2017, distribuito dalla 20th Century Fox. Il primo trailer è stato distribuito il 30 giugno 2016, mentre il primo trailer italiano è stato distribuito a luglio 2016.

### Edizione Italiana
La direzione del doppiaggio italiano è a cura di Fiamma Izzo, su testi di Simona Izzo e Ricky Tognazzi, per conto della PumaisDue. La sonorizzazione, invece, venne affidata alla CDC-Sefit Group.

## Curiosità
- Mentre Ned e l'informatico della sua azienda tentano di hackerare il computer di Laird, la famiglia del secondo guarda alla tv un classico natalizio: Mamma, ho perso l'aereo.
- Nel film compaiono, nel ruolo di se stessi, Paul Stanley e Gene Simmons, rispettivamente cantante e bassista dei Kiss; il DJ della festa a casa di Laird è invece Steve Aoki; un invitato alla festa è anche Elon Musk che interpreta se stesso.